# Jablunytskyj-passet
Jablunytskyj-passet er et bjergpas i Karpaterne i Ukraine, der ligger i den sydvestlige del af Ivano-Frankivsk Oblast. Det er et af flere pas, der forbinder Zakarpatska oblast med resten af landet. Udløbet af floden Prut er i den nordlige ende af dette pas, og dens sydlige ende er en del af floden Tiszas dal. Passet har flere gange i historien været en statsgrænse. Indtil 1920 var det grænse mellem Kongeriget Ungarn og Polen, det senere Habsburgske Rige. I mellemkrigstiden (1920-1939) var det en grænse mellem Tjekkoslovakiet og Polen. Mellem 1939-1945 var det en grænse til Ungarn og Polen.
48°18′N 24°27′Ø / 48.3°N 24.45°Ø